# 沖館 (青森市)
沖館（おきだて）は青森市の地名である。一丁目から五丁目まである。郵便番号は038-0002。かつては大字の名前でもあった。本項では主として現在の地名について取り扱うが、歴史の節では大字についても言及する。

## 地理
青森市市街地のやや西寄りに位置する。北東から東は陸奥湾、南東は柳川、南は篠田、南西は富田、北西は新田・油川に接する。
海岸部は二丁目となっており、フェリー埠頭をはじめとして、青森港の沖館地区の施設があり、その近くには倉庫等も設けられている。
小中学校は五丁目にあり、公共機関等はおおむね一丁目に集中している。その他は、ほぼ住宅街であるが、幹線道路沿いを中心にして、商店・郊外型店舗等も点在する。

### 河川
- 沖館川 - 南端部を流れる。
- 新城川 - 北端部を流れる。

## 歴史
藩政時代の沖館村は水田耕作の村であった。江戸時代前期には枝村に古川村があった。
後に、東津軽郡滝内村、次いで青森市の大字となった。
かつての大字沖館は、小字には柳川・篠田・千刈・小浜があり、南端は現在の千富町付近まで達していたが、沖館川以南の部分はすべて住居表示整備事業により、別の地名となった。

### 沿革
- 1889(明治22)年 - 沖館村は東津軽郡滝内村の大字沖館となる。
- 1927(昭和2)年 - 編入により、沖館は青森市の大字となる。
- 1947(昭和22)年 - 沖館小学校に沖館中学校が併置される。
- 1949(昭和24)年 - 沖館中学校新校舎が竣工する。
- 1971(昭和46)年11月1日 - 大字沖館字柳川・篠田・千刈の一部が柳川・篠田・千刈となる。
- 1972(昭和47)年11月1日 - 大字沖館字千刈の一部が千刈・久須志となる。
- 1973(昭和48)年11月1日 - 大字沖館字千刈の一部が千富町となる。
- 1995(平成7)年11月6日 - 大字沖館字小浜の一部が沖館一～四丁目となる。
- 1998(平成10)年11月24日 - 大字沖館字小浜の一部が沖館五丁目となる。

### 町名の変遷
| 実施後     | 実施年月日     | 実施前                         |
| ---------- | -------------- | ------------------------------ |
| 沖館一丁目 | 1995年11月6日  | 沖館字小浜の一部               |
| 沖館二丁目 | 1995年11月6日  | 沖館字小浜、新田字小浜の各一部 |
| 沖館三丁目 | 1995年11月6日  | 沖館字小浜の一部               |
| 沖館四丁目 | 1995年11月6日  | 沖館字小浜の一部               |
| 沖館五丁目 | 1998年11月24日 | 沖館字小浜の一部               |

## 世帯数と人口
2023年（令和5年）1月1日現在の世帯数と人口は以下の通りである。
| 町丁       | 世帯数    | 人口    |
| ---------- | --------- | ------- |
| 沖館一丁目 | 363世帯   | 625人   |
| 沖館二丁目 | 0世帯     | 0人     |
| 沖館三丁目 | 212世帯   | 397人   |
| 沖館四丁目 | 625世帯   | 1,206人 |
| 沖館五丁目 | 523世帯   | 1,079人 |
| 合計       | 1,723世帯 | 3,307人 |

## 小・中学校の学区
市立小・中学校に通う場合、学区は以下の通りとなる。
| 町名           | 番地 | 小学校             | 中学校             |
| -------------- | ---- | ------------------ | ------------------ |
| 沖館一～五丁目 | 全部 | 青森市立沖館小学校 | 青森市立沖館中学校 |

## 交通

### 道路
- 国道280号 - やや海岸に寄ったところを南北に縦断する。沿道には公共施設や商店等が点在する。
- 青森港 臨港道路1号 - 石江方面からフェリー埠頭に通じる。
- 青森港 臨港道路2号 - フェリー埠頭入口から青森ベイブリッジに向かう。
- 青森港 臨港道路木材港線 - フェリー埠頭入口から油川地区の木材港に向かう。

### バス
- 青森市営バス - W 沖館・新田線　沖館仲通り・沖館・森林管理局宿舎前
- 青森市市バス 岡町線 停留所は青森市営バスと同じ。
- あおもりシャトルdeルートバス「ねぶたん号」 - 津軽海峡フェリーターミナル・青森港フェリーターミナル・あおもり北のまほろば歴史館

## 主な施設
- 青森港フェリー埠頭
  - 青森港フェリーターミナル（津軽海峡フェリー青森フェリーターミナル）
  - 津軽海峡フェリー青森フェリーターミナル
  - 沖館埠頭
- ベイタウン沖館公園
- あおもり北のまほろば歴史館
- 青森市立沖館小学校
- 青森市立沖館中学校
- 青森市沖館市民センター
- 青森沖館郵便局
- 青森地域広域事務組合中央消防署沖館分署
- 青森警察署西部交番
- 小浜公園
- 小浜保育園
- 沖館稲荷神社